# Franz Weißenberger

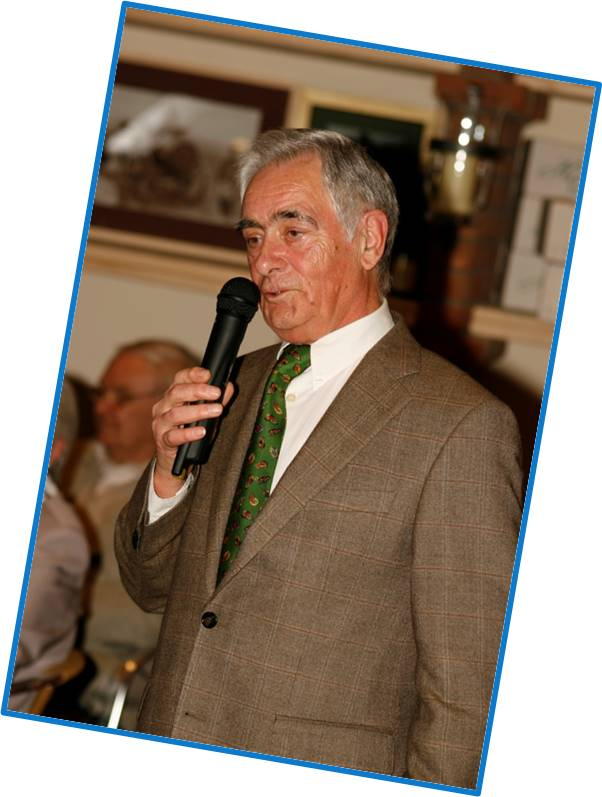
Franz Weißenberger, 2008

Franz Weißenberger (* 3. März 1938 in Mainz-Kastel; † 26. Mai 2014) war ein deutscher Politiker (CDU).

## Leben
Nach einer kaufmännischen Ausbildung war Weißenberger von 1958 bis 1967 in der Stadtverwaltung Wiesbaden tätig. Er wohnte bis zuletzt im Eltviller Stadtteil Martinsthal.

Lebenslauf Franz Weißenberger

## Politische Ämter
Im Jahr 1967 kandidierte er für das Amt des hauptamtlichen Bürgermeisters der Gemeinde Martinsthal. Nach seiner Wahl durch die Gemeindevertretung bekleidete er dieses Amt von 1967 an, bis Martinsthal im Zuge Gebietsreform in Hessen am 1. Januar 1977 in die Stadt Eltville am Rhein eingegliedert wurde. Noch im Dezember 1976 verlieh ihm die Gemeindevertretung Martinsthal das Ehrenbürgerrecht. Anschließend war er vom 6. September 1977 bis zum 5. September 1995 in drei sechsjährigen Wahlperioden 18 Jahre lang hauptamtlicher Erster Stadtrat der Stadt Eltville am Rhein. Er galt als ausgewiesener Fachmann der Bauverwaltung.
Weißenberger war auch Mitglied der CDU-Fraktion des Kreistags, gab aber 2006 sein Parteibuch zurück, weil er mit Entwicklungen in der Kreis-CDU nicht einverstanden war.
Er gehörte auch der Verbandsversammlung des Wasserbeschaffungsverbandes Rhein-Main-Taunus an, war 20 Jahre im Vorstand des Müllabfuhrzweckverbandes Rheingau, stellvertretender Vorsteher des Abwasserverbandes Oberer Rheingau und nahm auch andere Funktionen wahr bei der Altstadtsanierung Eltville, der Dorferneuerung Martinsthal sowie beim Hessischen Städtetag.